# Xestia elimita
Xestia elimita är en fjärilsart som beskrevs av Achille Guenée 1852. Xestia elimita ingår i släktet Xestia och familjen nattflyn. Inga underarter finns listade i Catalogue of Life.